# Централна провинция (Замбия)
Централната провинция на Замбия е с площ 110 450 км² и население – 1 793 582 души (по изчисления за юли 2019 г.). Граничи с Демократична република Конго. Столицата на провинцията е град Кабуе, разположен на около 100 километра от столицата на Замбия Лусака. На територията на провинцията са разположени националните паркове на Замбия Кафуе, Блу Лагун, Касанка и долините на реките Лунсемфва и Лукусаши. Централната провинция е разделена на 6 района.